# Anna Felder
Anna Felder (Lugano, 30 de diciembre de 1937 - Aarau, 15 de noviembre de 2023) fue una escritora y dramaturga suiza.

## Biografía
Obtuvo un doctorado en literatura italiana por la Universidad de Zúrich con una tesis sobre Eugenio Montale.
Se le otorgó el premio Schiller en 1972 y Premio de Literatura Suiza.

## Libros
- 1972, Tra dove piove e non piove ((ISBN 978-88-8281-404-5), novela
- 1974, La disdetta, novela
- 1980, Gli stretti congiunti, cuentos
- 1981, Nozze alte, novela
- 1999, Nati complici, cuentos
- 2007, Ginnasi visti da dentro
- 2005, La luce del mondo: tre scrittrici nei Grigioni
- 2007, Le Adelaidi, novela
- 2017, Liquido, cuentos